# PKO Życie Towarzystwo Ubezpieczeń
PKO Życie Towarzystwo Ubezpieczeń S.A. (d. Bankowe Towarzystwo Ubezpieczeń i Reasekuracji Heros Life S.A., Nordea Polska Towarzystwo Ubezpieczeń na Życie S.A.) – zakład ubezpieczeń na życie wchodzący od 2014 w skład grupy kapitałowej PKO Banku Polskiego.

## Historia
W 1994 powstało Bankowe Towarzystwo Ubezpieczeń i Reasekuracji Heros Life, w którym w latach 1996–2001 inwestorem dominującym był Kredyt Bank. Jednym z inwestorów był również Europejski Bank Odbudowy i Rozwoju. W 1999, wspólnie z Kredyt Bankiem, Heros Life otrzymało zgodę Urzędu Nadzoru nad Funduszami Emerytalnymi na utworzenie powszechnego towarzystwa emerytalnego.
W 2001 zostało częścią grupy kapitałowej Nordea Banku poprzez zakup jego akcji przez duńskie towarzystwo ubezpieczeń Tryg-Baltica i zmianę nazwy na Nordea Polska Towarzystwo Ubezpieczeń na Życie. W 2006 połączyło się z NL Towarzystwo Ubezpieczeń na Życie (dawne Sampo Towarzystwo Ubezpieczeń na Życie) w wyniku transakcji dokonanej w 2005.
W 2014 spółka zostaje zakupiona przez PKO Bank Polski i dołącza do jego grupy kapitałowej pod nazwą PKO Życie Towarzystwo Ubezpieczeń S.A..

## Działalność
Spółka oferuje produkty ubezpieczeniowe w modelu bancassurance w powiązaniu z produktami bankowymi (rachunki bankowe, kredyty hipoteczne, pożyczki gotówkowe) oraz ubezpieczenia niepołączone z ofertą banku. Spółka posiada ok. 1 milion klientów.

## Nagrody i wyróżnienia
- Przyjazna Firma Ubezpieczeniowa 2019, I miejsce w konkursie Gazety Bankowej[14]
- Produkt miesiąca dla PKO Inteligentny dom, wyróżnienie od Gazety Ubezpieczeniowej
- Lider 2021 , wyróżnienie w kategorii Ubezpieczenia i inne instytucje finansowe
- Złoty Bankier 2022, wyróżnienie w kategorii Innowacja Fin-Tech
- Bankowa Innowacja Roku 2022. I miejsce dla PKO Inteligentny dom według Forbes za wykorzystanie technologii Internet of Things i smart home
- Orzeł Innowacji 2022, wyróżnienie w kategorii Przedsiębiorstwa dla Programu PKO Inteligentny dom według Rzeczpospolitej[15]
- Gwiazdy Ubezpieczeń, I miejsce dla PKO Towarzystwa Ubezpieczeń w kategorii Kapitał w konkursie Dziennika Gazety Prawnej
- Przyjazna Firma Ubezpieczeniowa 2022, III miejsce w konkursie Gazety Bankowej w kategorii ubezpieczenia majątkowe i osobowe